# Moxostoma carinatum
Moxostoma carinatum är en fiskart som först beskrevs av Cope, 1870.  Moxostoma carinatum ingår i släktet Moxostoma och familjen Catostomidae. Inga underarter finns listade i Catalogue of Life.